# Krupka (Czechy)
Krupka − miasto w Czechach, w kraju ujskim.
31 grudnia 2003 powierzchnia miasta wynosiła 4687 ha, a liczba jego mieszkańców 13 687 osób.

## Demografia
| Rok             | 1970  | 1980  | 1991   | 2001   | 2003   |
| --------------- | ----- | ----- | ------ | ------ | ------ |
| Liczba ludności | 8 729 | 9 336 | 12 620 | 13 318 | 13 687 |

Źródło: Czeski Urząd Statystyczny